# Jobe
Jobe ist ein ursprünglich patronymisch gebildeter gambischer Familienname mit der Bedeutung „Sohn des Job“.

## Namensträger

### A
- Abdoulie Jobe (Imam) (1910–2004), gambischer Imam
- Abdoulie Jobe (Politiker), gambischer Politiker

### B
- Baba Jobe (1959–2011), gambischer Politiker
- Bai Jobe († 2020), gambischer Fußballschiedsrichter
- Bai Lamin Jobe, gambischer Politiker
- Brandt Jobe (* 1965), US-amerikanischer Golfspieler
- Bubacarr Jobe (* 1994), gambischer Fußballspieler

### E
- Ebrima Jobe (Basketballspieler) (Mbat Jobe; 1949/1950–2020), gambischer Basketballspieler
- Ebrima Jobe (Fußballspieler) (* 1997), gambischer Fußballspieler

### F
- Fatou Mass Jobe-Njie, gambische Politikerin
- Frank Jobe († 2014), US-amerikanischer Mediziner

### G
- Georges Jobé (1961–2012), belgischer Motocross-Rennfahrer
- Glen Jobe Jr. (* 1951), US-amerikanischer Biathlet

### J
- Jim Fatima Jobe, gambischer Seyfo

### K
- Kari Jobe (* 1981), US-amerikanische Predigerin und Musikerin

### L
- Lamin Jobe (1967/1968–2021), gambischer Politiker und Diplomat

### M
- Maba Jobe (1964–2023), gambischer Offizier und Politiker
- Mamour Jobe († 2021), gambischer Polizist
- Mary Jobe Akeley (1878–1966), US-amerikanische Naturforscherin
- Modou Jobe (* 1988), gambischer Fußballtorhüter
- Momodou Lamin Sedat Jobe (1944–2025), gambischer Politiker und Diplomat
- Musa A. Jobe, gambischer Politiker

### O
- Ousman Jobe (* 2005), gambischer Schwimmer

### S
- Sengan Jobe (* 2000), gambischer Sprinter